# 1727
1727 (MDCCXXVII) a fost un an obișnuit al calendarului gregorian, care a început într-o zi de marți.

## Nașteri
- 14 mai: Thomas Gainsborough, pictori portretist și peisagist britanic (d. 1788)
- 10 iunie: Ernest Frederic al III-lea, Duce de Saxa-Hildburghausen (d. 1780)

## Decese
- 4 mai: Louis Armand al II-lea, Prinț de Conti, 31 ani (n. 1695)